# Walter Lundberg
Anders Walter Lundberg, född 30 november 1877 i Ringarums församling, Östergötlands län, död 14 mars 1930 i Valdemarsviks församling, Östergötlands län, var en svensk fabrikör. 

## Biografi
Han föddes som son till C.J. Lundberg och yngre bror till Karl Lundberg. Han var gift med Hilma Lundberg, född Nordström (1874). År 1902 utsågs Walter Lundberg till fabrikschef vid Lundbergs läderfabrik och tog över ledningen av produktionen samtidigt som han ingick som ordinarie ledamot i bolagsstyrelsen.
Walter Lundberg har gett namn till travloppet Walter Lundbergs Memorial. Lundberg hade ett stort intresse för travsporten och "Stall Lundberg" hade som mest över 90 travhästar. Mellan de många tävlingarna hade han sina hästar på sin gård Emtöholms stuteri utanför Valdemarsvik.